# Macroglossum burmanica
Macroglossum burmanica är en fjärilsart som beskrevs av Rothschild 1894. Macroglossum burmanica ingår i släktet Macroglossum och familjen svärmare. Inga underarter finns listade i Catalogue of Life.